# Conrad Ramstedt
Conrad Ramstedt (Hamersleben, 1867. február 1. – Münster, 1963. február 7.) német sebész. A pyloromyotomy operációs módszer egyik első leírója, amit tiszteletére Ramstedt-operációnak is neveznek. A münsteri kórház alkalmazottja volt.